# Desno Željezno
Desno Željezno falu Horvátországban, Sziszek-Monoszló megyében. Közigazgatásilag Martinska Ves községhez tartozik.

## Fekvése
Sziszek városától légvonalban 15, közúton 20 km-re északra, községközpontjától légvonalban 4, közúton 8 km-re északnyugatra, a Száva jobb partján fekszik. 

## Története
A település neve 1382-ben „possessio Selesno” néven bukkan fel először. 1773-ban az első katonai felmérés térképén „Dorf Selesno” alakban szerepel. Zágráb vármegye Sziszeki járásához tartozott. Az eredetileg Száva jobb partján fekvő település a 18. század végére kezdett a bal parton is terjeszkedni. A két települést a 19. század második felében kezdik megkülönböztetni Desno, illetve Lijevo előtaggal.
Desno Željeznonak 1857-ben 374, 1910-ben 483 lakosa volt. 1918-ban az új szerb-horvát-szlovén állam, majd később Jugoszlávia része lett. A II. világháború idején a Független Horvát Állam része volt. A háború után a béke időszaka köszöntött a településre, enyhült a szegénység és sok ember talált munkát a közeli városokban. A falu 1991. június 25-én a független Horvátország része lett. 2011-ben 170 lakosa volt.

## Népesség
| Lakosság változása | Lakosság változása | Lakosság változása | Lakosság változása | Lakosság változása | Lakosság változása | Lakosság változása | Lakosság változása | Lakosság változása | Lakosság változása | Lakosság változása | Lakosság változása | Lakosság változása | Lakosság változása | Lakosság változása | Lakosság változása |
| ------------------ | ------------------ | ------------------ | ------------------ | ------------------ | ------------------ | ------------------ | ------------------ | ------------------ | ------------------ | ------------------ | ------------------ | ------------------ | ------------------ | ------------------ | ------------------ |
| 1857               | 1869               | 1880               | 1890               | 1900               | 1910               | 1921               | 1931               | 1948               | 1953               | 1961               | 1971               | 1981               | 1991               | 2001               | 2011               |
| 374                | 510                | 438                | 496                | 481                | 483                | 485                | 486                | 462                | 464                | 414                | 367                | 315                | 277                | 231                | 170                |

## Nevezetességei
Szent Rókus tiszteletére szentelt római katolikus kápolnája